# Куси-Асаре, Джона
Джона Куси-Асаре (швед. Jonah Kusi-Asare; родился 4 июля 2007, Сольна) — шведский футболист, нападающий клуба «Бавария».

## Клубная карьера
Воспитанник академии футбольного клуба «Броммапойкарна». В январе 2023 года стал игроком клуба АИК. 28 августа 2023 года дебютировал в основном составе АИК в высшем дивизионе чемпионата Швеции, став самым молодым игроком в истории клуба в возрасте 16 лет, 1 месяца и 24 дней.
1 февраля 2024 года немецкий клуб «Бавария» объявил о трансфере игрока. Было сообщено, что игрок изначально будет выступать за команду «Баварии» до 19 лет.

## Карьера в сборной
В 2022 году дебютировал за сборную Швеции до 16 лет. 27 сентября 2023 года дебютировал за сборную Швеции до 17 лет в матче против сборной Молдавии, сделав в нём хет-трик.

## Личная жизнь
Отец — уроженец Ганы Джонс Куси-Асаре, экс-футболист, выступавший за шведские клубы в 2000-е годы.

## Достижения
«Бавария»
- Обладатель Суперкубка Германии: 2025